# Nanoa enana
Nanoa là một chi nhện trong họ Pimoidae. Chi này chỉ gồm một loài Nanoa enana.